# 凱雷庫-希里縣
9°03′18″S 147°02′10″E / 9.055°S 147.036°E
凱雷庫-希里縣（英語：Kairuku-Hiri District），是巴布亞新畿內亞的縣份之一，位於新畿內亞島東南部，由中央省負責管轄，首府設於貝雷納，面積10,215平方公里，2011年人口121,586，人口密度每平方公里12人。